# بایکال (شهرستان آئورگازینسکی، باشقیرستان)
بایکال (به لاتین: Baykal) یک منطقهٔ مسکونی در روسیه است که در باشقیرستان واقع شده‌است.